# Coupe du monde de tir à l'arc de 2018
Navigation
Édition précédente Édition suivante
La coupe du monde de tir à l'arc de 2018 est la treizième édition annuelle de la coupe du monde organisée par la World Archery Federation (WA). Elle regroupe des compétitions individuelles, par équipes et mixtes dans les catégories d'arc classique et arc à poulies. 
Les quatre épreuves ont lieu entre avril et juillet pour chacune des catégories et les meilleurs archers sont qualifiés pour les finales fin septembre à Samsun. Toutes les épreuves se déroulent en extérieur avec des cibles se situant à 70 m pour l'arc classique et 50 m pour l'arc à poulies. Le format des épreuves reste identique au tir à l'arc aux Jeux olympiques pour l'arc classique.

## Calendrier
| Étape  | Date                       | Lieu           | Pays       |
| ------ | -------------------------- | -------------- | ---------- |
| 1re    | du 23 au 29 avril 2018     | Shanghai       | Chine      |
| 2e     | du 20 au 26 mai 2018       | Antalya        | Turquie    |
| 3e     | du 18 au 24 juin 2018      | Salt Lake City | États-Unis |
| 4e     | du 16 au 22 juillet 2018   | Berlin         | Allemagne  |
| Finale | du 29 au 30 septembre 2018 | Samsun         | Turquie    |

## Résultats des étapes qualificatives

### Classique masculin
| Lieu           | Or            | Argent        | Bronze          |
| -------------- | ------------- | ------------- | --------------- |
| Shanghai       | Kim Woo-jin   | Brady Ellison | Lee Woo-seok    |
| Antalya        | Lee Woo-seok  | Kim Woo-jin   | Oh Jin-hyek     |
| Salt Lake City | Mauro Nespoli | Steve Wijler  | Thomas Chirault |
| Berlin         | Mete Gazoz    | Lee Woo-seok  | Taylor Worth    |

### Classique féminin
| Lieu           | Or             | Argent           | Bronze         |
| -------------- | -------------- | ---------------- | -------------- |
| Shanghai       | Chang Hye-jin  | An Qixuan        | Vanessa Landi  |
| Antalya        | Ksenia Perova  | Chang Hye-jin    | Lei Chien-ying |
| Salt Lake City | Deepika Kumari | Michelle Kroppen | Tan Ya-ting    |
| Berlin         | Lee Eun-gyeong | Lisa Unruh       | Jung Dasomi    |

### Poulies masculin
| Lieu           | Or              | Argent           | Bronze             |
| -------------- | --------------- | ---------------- | ------------------ |
| Shanghai       | Kim Jong-ho     | Federico Pagnoni | Braden Gellenthien |
| Antalya        | Mike Schloesser | Kris Schaff      | Braden Gellenthien |
| Salt Lake City | Stephan Hansen  | Abhishek Verma   | Anton Bulaev       |
| Berlin         | Mike Schloesser | Domagoj Buden    | Sébastien Peineau  |

### Poulies féminin
| Lieu           | Or              | Argent               | Bronze           |
| -------------- | --------------- | -------------------- | ---------------- |
| Shanghai       | Sara López      | Chen Yi-hsuan        | So Chaewon       |
| Antalya        | Yesim Bostan    | Paige Pearce Gore    | So Chaewon       |
| Salt Lake City | Sara López      | Linda Ochoa-Anderson | Sophie Dodemont  |
| Berlin         | Sophie Dodemont | Jody Vermeulen       | Marcella Tonioli |

### Classique masculin par équipes
| Lieu           | Or                                                       | Argent                                             | Bronze                                                                    |
| -------------- | -------------------------------------------------------- | -------------------------------------------------- | ------------------------------------------------------------------------- |
| Shanghai       | Corée du Sud Oh Jin-hyek Kim Woo-jin Lee Woo-seok        | Japon Takaharu Furukawa Hiroki Muto Tomoaki Kuraya | Allemagne Felix Wieser Florian Kahllund Maximilian Weckmueller            |
| Antalya        | Corée du Sud Im Dong-hyun Kim Woo-jin Lee Woo-seok       | Japon Takaharu Furukawa Hiroki Muto Tomoaki Kuraya | Royaume-Uni Tom Hall Patrick Huston Alex Wise                             |
| Salt Lake City | Pays-Bas Jan van Tongeren Steve Wijler Sjef van den Berg | Chine Li Jialun Sun Quan Wang Dapeng               | Malaisie Khairul Anuar Mohamad Muhammad Akmal Nor Hasrin Haziq Kamaruddin |
| Berlin         | Taipei chinois Wei Chun-heng Jao Ting-yu Tang Chih-chun  | Corée du Sud Lee Woo-seok Im Dong-hyun Kim Woo-jin | Australie Ryan Tyack Taylor Worth David Barnes                            |

### Classique féminin par équipes
| Lieu           | Or                                                        | Argent                                                  | Bronze                                                  |
| -------------- | --------------------------------------------------------- | ------------------------------------------------------- | ------------------------------------------------------- |
| Shanghai       | Corée du Sud Chang Hye-jin Kang Chae-young Lee Eun-gyeong | Taipei chinois Peng Chia-mao Tan Ya-ting Le Chien-ying  | Chine Cao Hui Qi Yuhong An Qixuan                       |
| Antalya        | Corée du Sud Chang Hye-jin Kang Chae-young Lee Eun-gyeong | Allemagne Lisa Unruh Michelle Kroppen Elena Richter     | Taipei chinois Tan Ya-ting Lei Chien-ying Peng Chia-mao |
| Salt Lake City | Taipei chinois Peng Chia-mao Tan Ya-ting Lei Chien-ying   | Mexique Ana Paula Vázquez Aida Roman Alejandra Valencia | Japon Ohashi Tomoka Hayashi Yuki Ren Hayakawa           |
| Berlin         | Corée du Sud Jung Dasomi Kang Chae-young Chang Hye-jin    | Royaume-Uni Bryony Pitman Eleanor Piper Sarah Bettles   | Taipei chinois Peng Chia-mao Tan Ya-ting Lei Chien-ying |

### Classique mixte par équipes
| Lieu           | Or                                       | Argent                                    | Bronze                                        |
| -------------- | ---------------------------------------- | ----------------------------------------- | --------------------------------------------- |
| Shanghai       | Corée du Sud Chang Hye-jin Kim Woo-jin   | Turquie Yasemin Ecem Anagöz Mete Gazoz    | Indonésie Riau Ega Agatha Diananda Choirunisa |
| Antalya        | Corée du Sud Chang Hye-jin Kim Woo-jin   | Japon Takaharu Furukawa Tomomi Sugimoto   | Turquie Yasemin Ecem Anagöz Mete Gazoz        |
| Salt Lake City | États-Unis Brady Ellison Mackenzie Brown | Russie Arsalan Baldanov Natalia Erdynieva | Taipei chinois Tan Ya-ting Tang Chih-chun     |
| Berlin         | Taipei chinois Wei Chun-heng Tan Ya-ting | Corée du Sud Lee Woo-seok Chang Hye-jin   | Turquie Yasemin Ecem Anagöz Mete Gazoz        |

### Poulies masculin par équipes
| Lieu           | Or                                                   | Argent                                                        | Bronze                                                              |
| -------------- | ---------------------------------------------------- | ------------------------------------------------------------- | ------------------------------------------------------------------- |
| Shanghai       | Corée du Sud Kim Taeyoon Choi Yonghee Kim Jong-ho    | États-Unis Reo Wilde Braden Gellenthien Kristofer Schaff      | France Sébastien Peineau Pierre-Julien Deloche Jean-Philippe Boulch |
| Antalya        | Corée du Sud Choi Yonghee Kim Jong-ho Hong Sung-ho   | États-Unis Braden Gellenthien Kristofer Schaff Steve Anderson | Russie Alexander Dambaev Anton Bulaev Dmitri Voronov                |
| Salt Lake City | États-Unis Steve Anderson Reo Wilde Kristofer Schaff | Mexique Antonio Hidalgo Romeo Trevino Miguel Becerra          | Taipei chinois Lin Che-wei Chen Hsiang-hsuan Pan Yu-ping            |
| Berlin         | Croatie Ivan Markes Mario Vavro Domagoj Buden        | États-Unis Steve Anderson Braden Gellenthien Kristofer Schaff | Italie Elia Fregman Valerio Della Stua Sergio Pagni                 |

### Poulies féminin par équipes
| Lieu           | Or                                                             | Argent                                                  | Bronze                                                   |
| -------------- | -------------------------------------------------------------- | ------------------------------------------------------- | -------------------------------------------------------- |
| Shanghai       | Russie Alexandra Savenkova Viktoria Balzhanova Natalia Avdeeva | Taipei chinois Huang I-jou Chen Yi-hsuan Lin Ming-ching | Pays-Bas Sanne de Laat Jody Vermeulen Martine Couwenberg |
| Antalya        | Taipei chinois Chen Li-ju Chen Yi-hsuan Lin Ming-ching         | Inde Divya Dhayal Muskan Kirar Jyothi Surekha Vennam    | Corée du Sud Choi Bo-min Kim Yun-hee So Chaewon          |
| Salt Lake City | Colombie Nora Valdez Alejandra Usquiano Sara López             | Taipei chinois Chen Li-ju Chen Yi-hsuan Huang I-jou     | États-Unis Lexi Keller Christie Colin Jamie Van Natta    |
| Berlin         | France Sandra Hervé Amélie Sancenot Sophie Dodémont            | Inde Jyothi Surekha Vennam Trisha Deb Muskan Kirar      | Turquie Yeşim Bostan Ayse Bera Suzer Gizem Elmaağaçlı    |

### Poulies mixte par équipes
| Lieu           | Or                                           | Argent                               | Bronze                                    |
| -------------- | -------------------------------------------- | ------------------------------------ | ----------------------------------------- |
| Shanghai       | Danemark Martin Damsbo Tanja Jensen          | Corée du Sud Kim Jong-ho Choi Bomin  | Inde Abhishek Verma Jyothi Surekha Vennam |
| Antalya        | France Sophie Dodémont Pierre-Julien Deloche | Corée du Sud Kim Jong-ho So Chaewon  | Inde Abhishek Verma Jyothi Surekha Vennam |
| Salt Lake City | France Sébastien Peineau Sophie Dodémont     | Russie Anton Bulaev Natalia Avdeeva  | Inde Jyothi Surekha Vennam Abhishek Verma |
| Berlin         | États-Unis Paige Pearce Kris Schaff          | Danemark Tanja Jensen Stephan Hansen | Inde Jyothi Surekha Vennam Abhishek Verma |

## La finale
En finale, seules les épreuves individuelles et mixtes dans les catégories arc classique et arc poulies sont disputées.

### Classique masculin
|  | Quarts-de-finale  | Quarts-de-finale |                   |                  | Demi-finales           | Demi-finales |  |  | Finale            | Finale |
|  | Quarts-de-finale  | Quarts-de-finale |                   |                  | Demi-finales           | Demi-finales |  |  | Finale            | Finale |
|  |                   |                  |                   |                  |                        |              |  |  |                   |        |
|  |                   |                  |                   |                  |                        |              |  |  |                   |        |
|  |                   |                  |                   |                  |                        |              |  |  |                   |        |
|  | Mauro Nespoli (3) | 3                |                   |                  |                        |              |  |  |                   |        |
|  | Mauro Nespoli (3) | 3                |                   |                  |                        |              |  |  |                   |        |
|  | Lee Woo-seok (1)  | 7                |                   |                  |                        |              |  |  |                   |        |
|  | Lee Woo-seok (1)  | 7                | Brady Ellison (6) | 2                |                        |              |  |  |                   |        |
|  |                   |                  | Brady Ellison (6) | 2                |                        |              |  |  |                   |        |
|  |                   | Lee Woo-seok (1) | 6                 |                  |                        |              |  |  |                   |        |
|  | Brady Ellison (6) | Lee Woo-seok (1) | 6                 | 7                |                        |              |  |  |                   |        |
|  | Brady Ellison (6) |                  |                   | 7                |                        |              |  |  |                   |        |
|  | Fatih Bozlar (8)  | 1                |                   |                  |                        |              |  |  |                   |        |
|  | Fatih Bozlar (8)  | 1                | Lee Woo-seok (1)  | 3                |                        |              |  |  |                   |        |
|  |                   |                  | Lee Woo-seok (1)  | 3                |                        |              |  |  |                   |        |
|  |                   | Kim Woo-jin (2)  | 7                 |                  |                        |              |  |  |                   |        |
|  | Taylor Worth (7)  | Kim Woo-jin (2)  | 7                 | 7                |                        |              |  |  |                   |        |
|  | Taylor Worth (7)  |                  |                   | 7                |                        |              |  |  |                   |        |
|  | Mete Gazoz (5)    | 3                |                   |                  |                        |              |  |  |                   |        |
|  | Mete Gazoz (5)    | 3                | Taylor Worth (7)  | 4                |                        |              |  |  |                   |        |
|  |                   |                  | Taylor Worth (7)  | 4                | Match pour la 3e place |              |  |  |                   |        |
|  |                   | Kim Woo-jin (2)  | 6                 |                  |                        |              |  |  |                   |        |
|  | Kim Woo-jin (2)   | Kim Woo-jin (2)  | 6                 | 6                |                        |              |  |  |                   |        |
|  | Kim Woo-jin (2)   |                  |                   | 6                |                        |              |  |  |                   |        |
|  | Steve Wijler (4)  | 4                |                   | Taylor Worth (7) | 5                      |              |  |  |                   |        |
|  | Steve Wijler (4)  | 4                |                   | Taylor Worth (7) | 5                      |              |  |  |                   |        |
|  |                   |                  |                   |                  |                        |              |  |  | Brady Ellison (6) | 6      |
|  |                   |                  |                   |                  |                        |              |  |  | Brady Ellison (6) | 6      |

### Classique féminin
|  | Quarts-de-finale   | Quarts-de-finale   |                    |                | Demi-finales           | Demi-finales |  |  | Finale             | Finale |
|  | Quarts-de-finale   | Quarts-de-finale   |                    |                | Demi-finales           | Demi-finales |  |  | Finale             | Finale |
|  |                    |                    |                    |                |                        |              |  |  |                    |        |
|  |                    |                    |                    |                |                        |              |  |  |                    |        |
|  |                    |                    |                    |                |                        |              |  |  |                    |        |
|  | Chang Hye-jin (1)  | 4                  |                    |                |                        |              |  |  |                    |        |
|  | Chang Hye-jin (1)  | 4                  |                    |                |                        |              |  |  |                    |        |
|  | Yasemin Anagöz (8) | 6                  |                    |                |                        |              |  |  |                    |        |
|  | Yasemin Anagöz (8) | 6                  | Yasemin Anagöz (8) | 7              |                        |              |  |  |                    |        |
|  |                    |                    | Yasemin Anagöz (8) | 7              |                        |              |  |  |                    |        |
|  |                    | Deepika Kumari (3) | 3                  |                |                        |              |  |  |                    |        |
|  | Deepika Kumari (3) | Deepika Kumari (3) | 3                  | 6              |                        |              |  |  |                    |        |
|  | Deepika Kumari (3) |                    |                    | 6              |                        |              |  |  |                    |        |
|  | Lei Chien-ying (7) | 4                  |                    |                |                        |              |  |  |                    |        |
|  | Lei Chien-ying (7) | 4                  | Yasemin Anagöz (8) | 4              |                        |              |  |  |                    |        |
|  |                    |                    | Yasemin Anagöz (8) | 4              |                        |              |  |  |                    |        |
|  |                    | Lee Eun-gyeong (4) | 6                  |                |                        |              |  |  |                    |        |
|  | Lisa Unruh (4)     | Lee Eun-gyeong (4) | 6                  | 7              |                        |              |  |  |                    |        |
|  | Lisa Unruh (4)     |                    |                    | 7              |                        |              |  |  |                    |        |
|  | Tan Ya-ting (6)    | 3                  |                    |                |                        |              |  |  |                    |        |
|  | Tan Ya-ting (6)    | 3                  | Lisa Unruh (4)     | 4              |                        |              |  |  |                    |        |
|  |                    |                    | Lisa Unruh (4)     | 4              | Match pour la 3e place |              |  |  |                    |        |
|  |                    | Lee Eun-gyeong (2) | 6                  |                |                        |              |  |  |                    |        |
|  | Ksenia Perova (5)  | Lee Eun-gyeong (2) | 6                  | 0              |                        |              |  |  |                    |        |
|  | Ksenia Perova (5)  |                    |                    | 0              |                        |              |  |  |                    |        |
|  | Lee Eun-gyeong (2) | 6                  |                    | Lisa Unruh (4) | 5                      |              |  |  |                    |        |
|  | Lee Eun-gyeong (2) | 6                  |                    | Lisa Unruh (4) | 5                      |              |  |  |                    |        |
|  |                    |                    |                    |                |                        |              |  |  | Deepika Kumari (3) | 6      |
|  |                    |                    |                    |                |                        |              |  |  | Deepika Kumari (3) | 6      |

### Classique mixte par équipes
L'équipe de Corée du Sud composée de Chang Hye-jin et Kim Woo-jin s'impose contre l'équipe de la Turquie composée de Yasemin Anagöz et Mete Gazoz sur le score de 5 à 1.

### Poulies masculin
|  | Quarts-de-finale          | Quarts-de-finale     |                      |                 | Demi-finales           | Demi-finales |  |  | Finale             | Finale |
|  | Quarts-de-finale          | Quarts-de-finale     |                      |                 | Demi-finales           | Demi-finales |  |  | Finale             | Finale |
|  |                           |                      |                      |                 |                        |              |  |  |                    |        |
|  |                           |                      |                      |                 |                        |              |  |  |                    |        |
|  |                           |                      |                      |                 |                        |              |  |  |                    |        |
|  | Mike Schloesser (1)       | 145                  |                      |                 |                        |              |  |  |                    |        |
|  | Mike Schloesser (1)       | 145                  |                      |                 |                        |              |  |  |                    |        |
|  | Kris Schaff (4)           | 146                  |                      |                 |                        |              |  |  |                    |        |
|  | Kris Schaff (4)           | 146                  | Kris Schaff (4)      | 148             |                        |              |  |  |                    |        |
|  |                           |                      | Kris Schaff (4)      | 148             |                        |              |  |  |                    |        |
|  |                           | Kim Jong-ho (7)      | 147                  |                 |                        |              |  |  |                    |        |
|  | Kim Jong-ho (7)           | Kim Jong-ho (7)      | 147                  | 145             |                        |              |  |  |                    |        |
|  | Kim Jong-ho (7)           |                      |                      | 145             |                        |              |  |  |                    |        |
|  | Pierre-Julien Deloche (6) | 145                  |                      |                 |                        |              |  |  |                    |        |
|  | Pierre-Julien Deloche (6) | 145                  | Kris Schaff (4)      | 148             |                        |              |  |  |                    |        |
|  |                           |                      | Kris Schaff (4)      | 148             |                        |              |  |  |                    |        |
|  |                           | Demir Elmaağaçlı (8) | 146                  |                 |                        |              |  |  |                    |        |
|  | Demir Elmaağaçlı (8)      | Demir Elmaağaçlı (8) | 146                  | 146             |                        |              |  |  |                    |        |
|  | Demir Elmaağaçlı (8)      |                      |                      | 146             |                        |              |  |  |                    |        |
|  | Stephan Hansen (5)        | 134                  |                      |                 |                        |              |  |  |                    |        |
|  | Stephan Hansen (5)        | 134                  | Demir Elmaağaçlı (8) | 147             |                        |              |  |  |                    |        |
|  |                           |                      | Demir Elmaağaçlı (8) | 147             | Match pour la 3e place |              |  |  |                    |        |
|  |                           | Abhishek Verma (3)   | 145                  |                 |                        |              |  |  |                    |        |
|  | Abhishek Verma (3)        | Abhishek Verma (3)   | 145                  | 144             |                        |              |  |  |                    |        |
|  | Abhishek Verma (3)        |                      |                      | 144             |                        |              |  |  |                    |        |
|  | Braden Gellenthien (2)    | 144                  |                      | Kim Jong-ho (7) | 147                    |              |  |  |                    |        |
|  | Braden Gellenthien (2)    | 144                  |                      | Kim Jong-ho (7) | 147                    |              |  |  |                    |        |
|  |                           |                      |                      |                 |                        |              |  |  | Abhishek Verma (3) | 149    |
|  |                           |                      |                      |                 |                        |              |  |  | Abhishek Verma (3) | 149    |

### Poulies féminin
|  | Quarts-de-finale         | Quarts-de-finale         |                      |                | Demi-finales           | Demi-finales |  |  | Finale               | Finale |
|  | Quarts-de-finale         | Quarts-de-finale         |                      |                | Demi-finales           | Demi-finales |  |  | Finale               | Finale |
|  |                          |                          |                      |                |                        |              |  |  |                      |        |
|  |                          |                          |                      |                |                        |              |  |  |                      |        |
|  |                          |                          |                      |                |                        |              |  |  |                      |        |
|  | Sara López (1)           | 146                      |                      |                |                        |              |  |  |                      |        |
|  | Sara López (1)           | 146                      |                      |                |                        |              |  |  |                      |        |
|  | Gizem Elmaağaçlı (8)     | 141                      |                      |                |                        |              |  |  |                      |        |
|  | Gizem Elmaağaçlı (8)     | 141                      | Sara López (1)       | 148            |                        |              |  |  |                      |        |
|  |                          |                          | Sara López (1)       | 148            |                        |              |  |  |                      |        |
|  |                          | So Chaewon (6)           | 146                  |                |                        |              |  |  |                      |        |
|  | So Chaewon (6)           | So Chaewon (6)           | 146                  | 145            |                        |              |  |  |                      |        |
|  | So Chaewon (6)           |                          |                      | 145            |                        |              |  |  |                      |        |
|  | Yeşim Bostan (4)         | 141                      |                      |                |                        |              |  |  |                      |        |
|  | Yeşim Bostan (4)         | 141                      | Sara López (1)       | 146            |                        |              |  |  |                      |        |
|  |                          |                          | Sara López (1)       | 146            |                        |              |  |  |                      |        |
|  |                          | Linda Ochoa-Anderson (3) | 139                  |                |                        |              |  |  |                      |        |
|  | Chen Yi-hsuan (5)        | Linda Ochoa-Anderson (3) | 139                  | 140            |                        |              |  |  |                      |        |
|  | Chen Yi-hsuan (5)        |                          |                      | 140            |                        |              |  |  |                      |        |
|  | Marcella Tonioli (7)     | 141                      |                      |                |                        |              |  |  |                      |        |
|  | Marcella Tonioli (7)     | 141                      | Marcella Tonioli (7) | 144            |                        |              |  |  |                      |        |
|  |                          |                          | Marcella Tonioli (7) | 144            | Match pour la 3e place |              |  |  |                      |        |
|  |                          | Linda Ochoa-Anderson (3) | 145                  |                |                        |              |  |  |                      |        |
|  | Sophie Dodémont (2)      | Linda Ochoa-Anderson (3) | 145                  | 143            |                        |              |  |  |                      |        |
|  | Sophie Dodémont (2)      |                          |                      | 143            |                        |              |  |  |                      |        |
|  | Linda Ochoa-Anderson (3) | 144                      |                      | So Chaewon (6) | 146                    |              |  |  |                      |        |
|  | Linda Ochoa-Anderson (3) | 144                      |                      | So Chaewon (6) | 146                    |              |  |  |                      |        |
|  |                          |                          |                      |                |                        |              |  |  | Marcella Tonioli (7) | 139    |
|  |                          |                          |                      |                |                        |              |  |  | Marcella Tonioli (7) | 139    |

### Poulies mixte par équipes
L'équipe de Turquie composée de Yeşim Bostan et Demir Elmaağaçlı s'impose contre l'équipe de l'Inde composée de Jyothi Surekha Vennam et Abhishek Verma sur le score de 159 à 152.